# Follow the Blind
Follow the Blind – album powermetalowej formacji Blind Guardian, wydany w 1989 roku.
Projekt okładki: van Waay Design.
Cover utworu "Valhalla" został opublikowany na albumie Veto (2013) niemieckiej grupy Heaven Shall Burn. W nagraniu wziął udział wokalista Blind Guardian, Hansi Kürsch).

## Lista utworów
1. Inquisition – 0:40
2. Banish from Sanctuary – 5:27
3. Damned for All Time – 4:57
4. Follow the Blind – 7:10
5. Hall of the King – 4:16
6. Fast to Madness – 5:57
7. Beyond the Ice – 3:28
8. Valhalla – 4:56
9. Don't Break the Circle – 3:28
10. Barbara Ann – 2:43

Dodatkowe utwory na wersji zremasterowanej z 2007 roku:
1. Majesty (wersja demo) – 7:16
2. Trial by the Archon (wersja demo) – 3:53
3. Battalions of Fear (wersja demo) – 6:21
4. Run for the Night (wersja demo) – 4:29

## Skład zespołu
- Hansi Kürsch – śpiew, bas
- André Olbrich – gitara, chórki
- Marcus Siepen – gitara, chórki
- Thomas "Thomen" Stauch – perkusja
- Kai Hansen – gościnnie, śpiew